# Anison
Anison (アニソン?), nombre que procede de la contracción de las palabras "Anime Song", "canción de anime", es el término con el que se clasifica en la industria musical japonesa a la música utilizada en el anime, y por extensión también en el tokusatsu. Se considera allí un género propio, estrechamente vinculado a la música J-Pop y J-Rock japonesa. Son intérpretes conocidos de este género Ichirō Mizuki (Mazinger Z), Mitsuko Horie (Candy Candy) o Hironobu Kageyama (Dragon Ball Z) entre muchos otros.
Es común para las producciones de televisión y los OVA que las series de animación vayan acompañadas de álbumes con la banda sonora, que pueden incluir la apertura (marcada con la sigla "OP" de "Opening"), el cierre (marcado con "ED" de "Ending"), la música incidental, canciones originales, las pistas y el drama narrativo. Esto se hace tanto en animaciones para televisión como para el cine. 
No es raro que los actores de voz o seiyū del anime desarrollen una carrera musical de importancia. Un ejemplo típico es el de la seiyū Megumi Hayashibara. También se ha dado el caso inverso de cantantes que han dado el paso a hacer carreras como seiyū, como los mencionados Ichirō Mizuki y Mitsuko Horie.